# باشگاه فوتبال لانگ ایتون یونایتد
باشگاه فوتبال لانگ ایتون یونایتد (به انگلیسی: Long Eaton United Football Club) یک باشگاه فوتبال در شهر لانگ ایتون، کشور انگلستان است که در سال ۱۹۵۶ میلادی تأسیس شده‌است.